# Wolfgang Mayrhofer
Wolfgang Mayrhofer (Klagenfurt, 24 de mayo de 1958) es un deportista austríaco que compitió en vela en la clase Finn. Participó en los Juegos Olímpicos de Moscú 1980, obteniendo una medalla de plata en la clase Finn.

## Palmarés internacional
| Juegos Olímpicos | Juegos Olímpicos | Juegos Olímpicos | Juegos Olímpicos |
| Año              | Lugar            | Medalla          | Clase            |
| ---------------- | ---------------- | ---------------- | ---------------- |
| 1980             | Moscú (URSS)     | Medalla de plata | Finn             |